# Megalonaias gigantea
Megalonaias gigantea är en musselart. Megalonaias gigantea ingår i släktet Megalonaias och familjen målarmusslor. Inga underarter finns listade i Catalogue of Life.